# Andrena salictaria
Andrena salictaria är en biart som beskrevs av Robertson 1905. Andrena salictaria ingår i släktet sandbin, och familjen grävbin. Inga underarter finns listade i Catalogue of Life.

## Bildgalleri

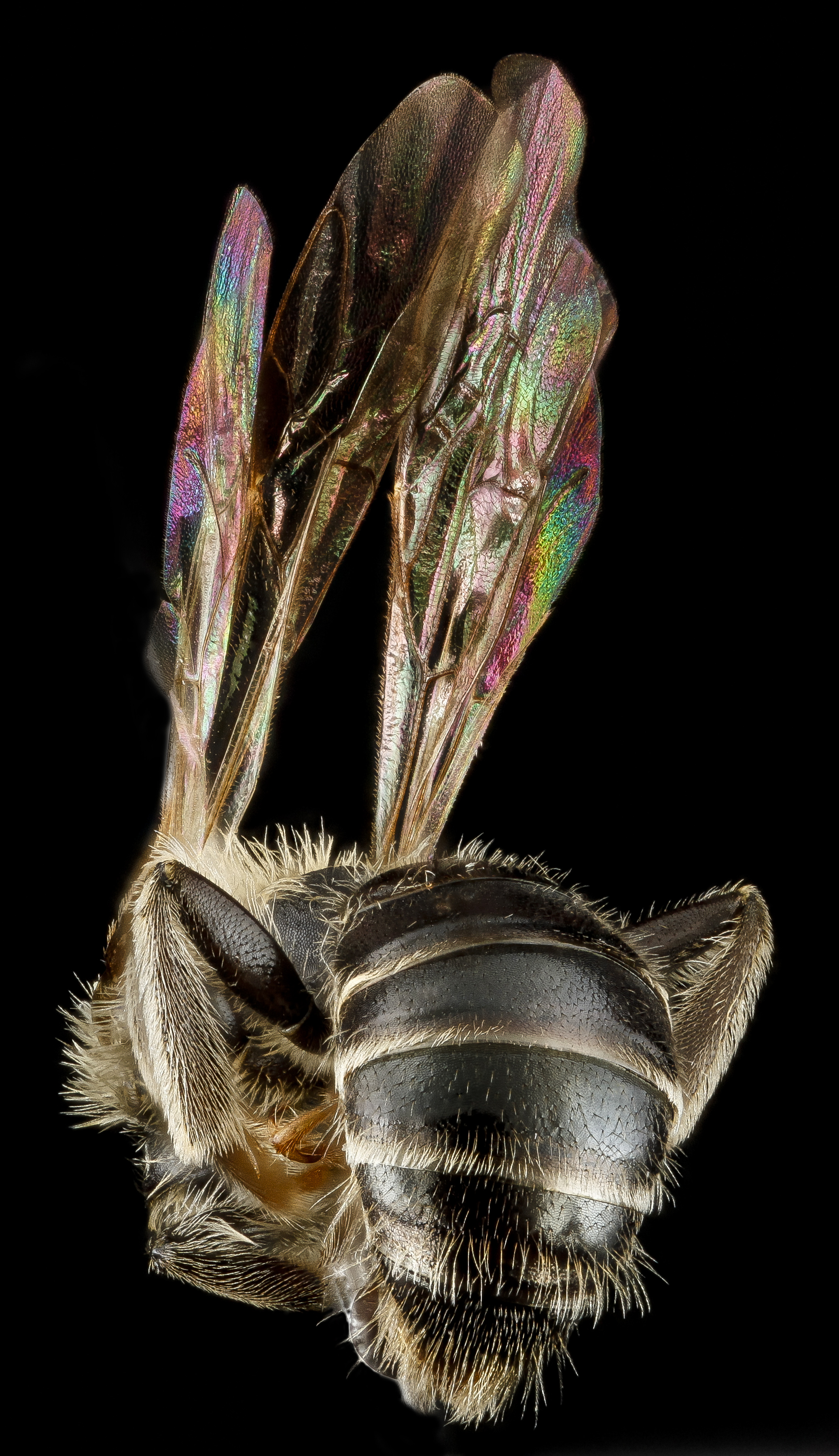
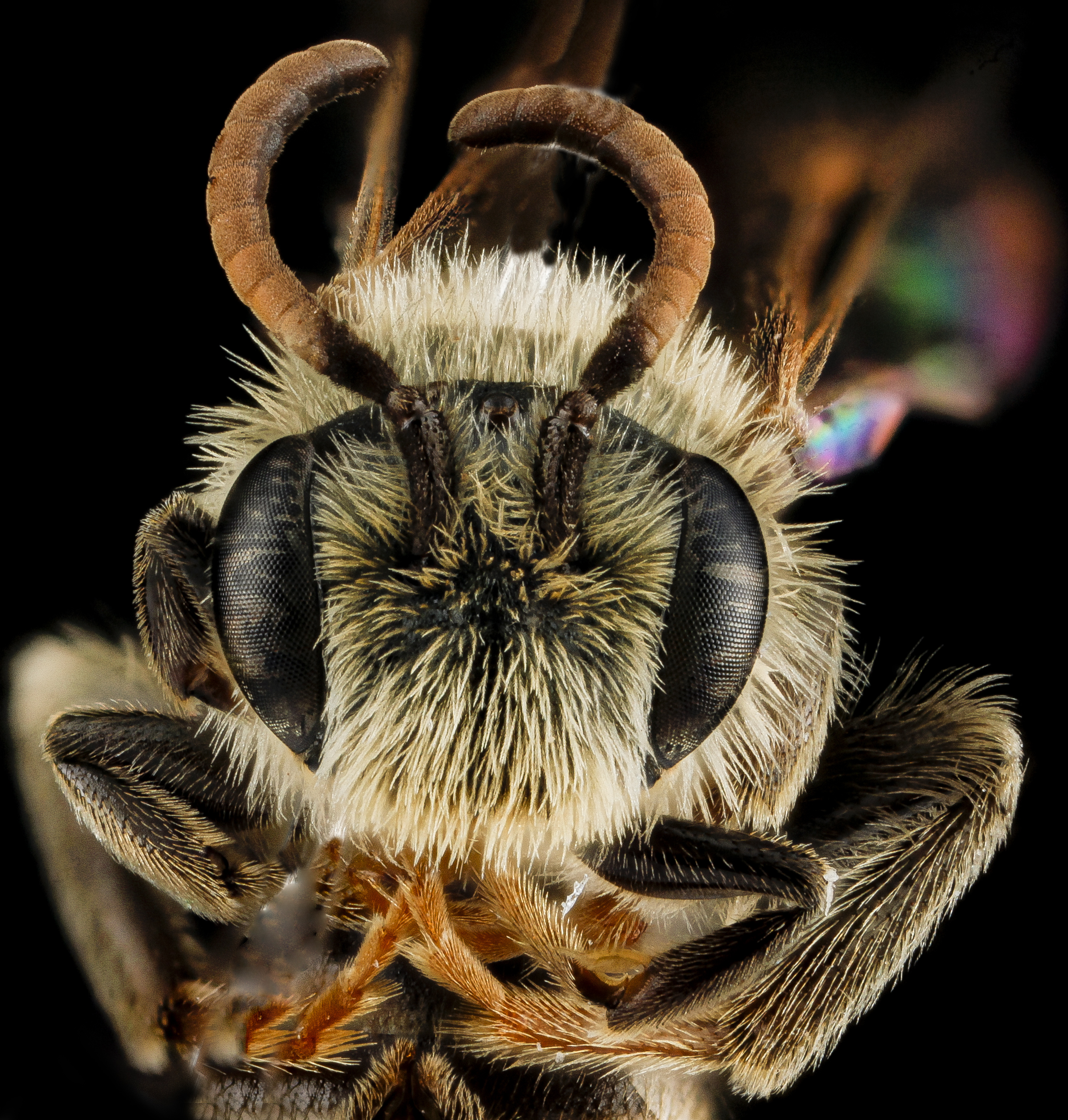
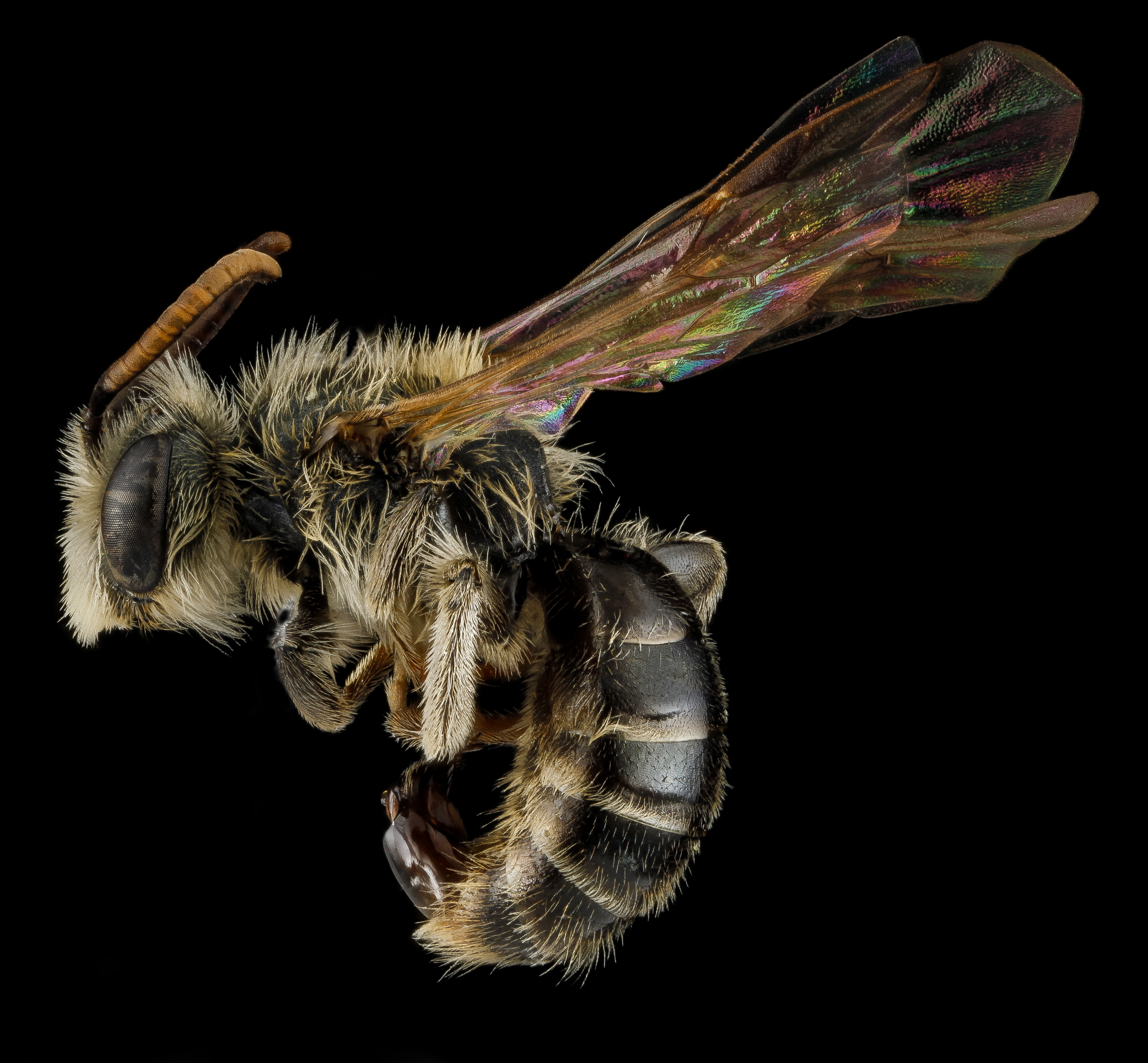